# Condado de Gates
O Condado de Gates é um dos 100 condados do Estado americano da Carolina do Norte. A sede do condado é Gatesville, e sua maior cidade é Gatesville. O condado possui uma área de 895 km² (dos quais 13 km² estão cobertos por água), uma população de 10 516 habitantes, e uma densidade populacional de 12 hab/km² (segundo o censo nacional de 2000). O condado foi fundado em 1779.